# لوسيا دي بيرك
لوسيا دي بيرك (بالهولندية: Lucia de Berk)‏ هي ممرضة هولندية، ولدت في 22 سبتمبر 1961 في لاهاي في هولندا.